# Юшур (деревня)
Юшур — деревня в Красногорском районе Удмуртской республики.

## География
Находится в северо-западной части Удмуртии на расстоянии приблизительно 7 км на юг по прямой от районного центра села Красногорское.

## История
Известна с 1932 года. До 2021 года входила в состав Агрикольского сельского поселения.

## Население
Постоянное население составляло 43 человека в 2002 году (удмурты 91 %), 44 в 2012.